# (18110) HASI
(18110) HASI (2000 NK13) – planetoida z pasa głównego asteroid okrążająca Słońce w ciągu 3,59 lat w średniej odległości 2,34 j.a. Odkryta 5 lipca 2000 roku.